# Luis González Obregón
Luis González Obregón (Guanajuato, 25 de agosto de 1865 - Ciudad de México, 19 de junio de 1938) fue un escritor, bibliófilo, cronista e historiador mexicano, "uno de los hombres mas eminentes de México, en el campo de la Historia y de las Letras." Fue miembro de la Academia Mexicana de la Lengua, ocupó la silla XI del 1 de diciembre de 1916, fue el 4° bibliotecario y el 1.er bibliotecario-archivero. De 1919 a 1922 fue director de la Academia Mexicana de la Historia, ocupó el sillón 10, de 1919 a 1938.

## Primeros años
Empezó a estudiar en la Escuela de Jurisprudenia en la capital, pero cortó sus estudios y cambió a estudiar historia. Durante su época de estudiante conoció a Ignacio Manuel Altamirano quien fue su maestro e inspirador. En 1885 fue fundador del Liceo Mexicano Científico y Literario en compañía de Ángel del Campo, Luis G. Urbina, Ezequiel A. Chávez, Toribio Esquivel Obregón, Francisco A. de Icaza y otros.
Publicó artículos periodísticos en El Nacional con temas acerca del pasado y leyendas de la Ciudad de México. Realizó estudios monográficos de personajes como José Joaquín Fernández de Lizardi, Bernal Díaz del Castillo, y una Reseña histórica del desagüe del Valle de México.

## Cronista
La obra histórica de Luis González Obregón estuvo enfocada primordialmente a la vida cotidiana de la capital del virreinato de Nueva España. Se hizo acreedor al nombramiento de cronista vitalicio de la Ciudad de México. Sus obras más leídas fueron:
- México Viejo
- Las Calles de México y
- Vetusteces.[6]

## Cargos ejercidos y honores
Colaboró en el Museo Nacional de Antropología. En la Biblioteca Nacional fue el responsable de las publicaciones. Fue director de la Junta Reorganizadora del Archivo General de la Nación, y en 1911, fue nombrado el director del Archivo. En 1914 durante el período presidencial de Victoriano Huerta, participó como general de brigada durante la Segunda Intervención Estadounidense. En 1917 cuando Venustiano Carranza asumió la presidencia, González Obregón fue destituido de su puesto como director y nombrado jefe de investigadores e historiadores del Archivo colaborando a lado del poeta Rafael López, sin embargo aquejado por ceguera tuvo que abandonar sus labores.
Fue miembro de la Sociedad Mexicana de Geografía y Estadística; la Academia Nacional de Ciencias, Antonio Alzate; y el Instituto Bibliográfico Nacional, y la Academia Nacional de Historia; y en España, la Real Academia Española y la Real Academia de la Historia de Madrid.

## Obra
Entre sus obras más importantes se encuentran:
- Don José Joaquín Fernández de Lizardi, el Pensador Mexicano (1888)
- Breve noticia de los novelistas mexicanos en el siglo XIX (1889)
- Biografía de Ignacio M. Altamirano (1893)
- Últimos Instantes de los Primeros Caudillos de la Independencia (1896)
- México en 1768 (1897)
- Vida y Obras de D. José Fernando Ramírez (1901)
- Acta de la inauguración del Desagüe del Valle de México (1900)
- Los conquistadores antiguos y modernos, del Sr. Don Francisco Sosa (1901)
- Breve reseña de las obras del Desagüe del Valle de México (1901)
- Colección de cuadros de historia de México (1904)
- Los restos de Hernán Cortés (1906)
- Los precursores de la independencia mexicana en el siglo xvi (1906)
- Las subevaciones de indios en el siglo xvii (1907)
- D. Justo Sierra (1907)
- El capitán Bernal Díaz del Castillo, biografía (1907)
- Don José Fernando Ramírez, datos biográficos, reseña histórica de las obras del desagüe del valle de México
- Los Precursores de la Independencia en el Siglo XIX, Don Justo Sierra, historiador (1907)
- Don Guillén de Lampart (1908)
- La Inquisición y la Independencia en el Siglo XVII
- Fray Melchor de Talamantes (1909)
- Biografía y escritores póstumos
- Monumento a La Corregidora de Querétaro (1910)
- La Biblioteca Nacional de México (1910)
- La Vida en México en 1810 (1911)
- Cuauhtémoc (1922)
- Las Calles de México (1932)
- Croniquillas de la Nueva España (1936)
- Cronistas e historiadores (1936)
- Ensayos Históricos y Biográficos (1937)
- Las Calles de México (1988). Núm. 568, Colección "Sepan Cuantos". Ed. Porrúa S.A. de C.V. 2, México.